# Euredif
 (février 2025).
Motif : Où sont les sources permettant de démontrer l'admissibilité de cette entreprise sur Wikipédia ?
- Archive Wikiwix
- Bing
- Cairn
- DuckDuckGo
- E. Universalis
- Gallica
- Google
- G. Books
- G. News
- G. Scholar
- Persée
- Qwant
- (zh) Baidu
- (ru) Yandex
- (wd) trouver des œuvres sur Wikidata

| 1. | Préciser le motif de la pose du bandeau. | Précisez le motif de la pose du bandeau en utilisant la syntaxe suivante : {{admissibilité à vérifier\|date=avril 2025\|motif=remplacez ce texte par le motif}}              |
| 2. | Informer les utilisateurs concernés.     | Pensez à avertir le créateur de l'article, par exemple, en insérant le code ci-dessous sur sa page de discussion : {{subst:avertissement admissibilité à vérifier\|Euredif}} |

Euredif est un éditeur de bandes dessinées petit format très mineur ayant exercé entre 1983 et 1985. Son siège social était en France, au 44 rue de la Gare, 77140 Saint-Pierre les Nemours. Cet éditeur publia des adaptations de personnages de dessins animés ainsi que des romans érotiques (collection Aphrodite).

## Revues
- Heidi (8)
- Huckle Berry (3)
- Inspecteur Gadget
- Les Maîtres de l'univers (5)
- Maya l'abeille (7)
- Pierrafeu (24)
- Scoubidou (31)
- Silver Star (5) (Jack Kirby)
- Pacman

## Collection Aphrodite
Certains des romans érotiques publiés dans cette collection furent interdits, comme Yolanda de Pierre Vanessa en 1983.